# Kate Reinders
Kate Anne Reinders (ur. 10 grudnia 1980 w Seattle, Waszyngton) – amerykańska aktorka i piosenkarka.

## Życiorys
Kate Reinders urodziła się 10 grudnia 1980 roku w miejscowości Seattle, w stanie Waszyngton.

## Kariera
Jej pierwszą dużą rolą w teatrze była praca z przy teatralnej adaptacji książki Przygody Tomka Sawyera. Jej kariera do 2018 roku w głównej mierze składała się z gry w teatrze.
Od 2019 roku grała Miss Jenn w inspirowanym musicalem serialu High School Musical.
Kate Reinders dostała rolę w musicalu Wicked, w którym wcielała się jako aktorka zastępcza w rolę Glindy. Jej poprzedniczką była aktorka Megan Hilty.

## Życie prywatne
W maju 2016 roku Kate wzięła ślub z aktorem Andrew Samonskym. W 2017 roku urodziła syna, Luke'a.

## Nagrody i nominacje
W 2005 roku Kate została nominowana do nagrody Jeff Award w kategorii Best Actress in a Musical, a w 2016 do Nagrody Grammy w kategorii Best Musical Theater Album za pracę przy produkcji Something Rotten!. W 2006 roku zdobyła nagrodę HBO Comedy Arts Festival w kategorii Breakout Award.